# Puy d'Arras
Il Puy d'Arras, chiamato ai suoi tempi Puy Notre-Dame, era una società poetica medievale costituitasi ad Arras con lo scopo di tenere agoni tra trovieri e pour maintenir amour et joie (per mantenere amore e gioia, vale a dire la lirica dell'amor cortese). Il termine puy significa in antico francese  "luogo eminente", dal latino podium. Il presidente del Puy, eletto annualmente, era chiamato Principe del Puy, e presiedeva alle competizioni, le quali erano giudicate da una lista di giudici. Il Puy era sotto il patrocinio nominale della Vergine Maria, riferita come "Notre Dame du Puy d'Arras". Altri puys sotto il suo patrocinio vennero fondati ad Amiens, Boulogne-sur-Mer, Caen, Évreux e Rouen. 
Il Puy è meno ben documentato rispetto alla contemporanea Confrérie des jongleurs et bourgeois d'Arras, e le due associazioni sono talvolta messe insieme. Gli statuti del Puy d'Arras non sopravvivono, solo quelli successivi del Puy d'Amiens, a cominciare dal 1471, riescono a far luce sulla natura delle leggi dei puys. Il Puy d'Arras, diversamente dalla Confrérie, nella concezione non era né sociale né religioso. È stata la creazione del patriziato urbano, insieme a ricchi e nobili, più alcuni altri, possibilmente quelli esclusi dalla Confrérie, a determinare il mantenimento della tradizione cortese. Il Puy era dunque più conservatore della Confrérie. 
I poeti Andrieu Contredit d'Arras e Jean de Renti (in modo critico) ne fecero menzione insieme alle sue competizioni. Jean Bretel lo menziona nei suoi lavori e questi viene inoltre documentato altrove per avere svolto per un certo periodo il ruolo di Principe, similmente a Robert Sommeillon. Senza dubbio il personaggio più eminente che si trova ad assistere ai festival del Puy fu Teobaldo I di Navarra. L'elevata reputazione del Puy viene evidenziata nel componimento poetico del XIII secolo Dit artésien.
Per la natura delle sue attività, una delle forme in versi favorite del Puy era il jeu parti. Inoltre le donne potevano partecipare al Puy, come concorrenti, come pubblico e come giudici. Si è suggerito che il canzoniere conosciuto come manoscritto troviero R, il quale non contiene nessuna notazione musicale ed è piuttosto sobrio, fosse stato compilato in base alle esecuzioni orali al Puy d'Arras.